# Hoech'ang-gun
Hoech'ang-gun (koreanska: 회창군) är en kommun i Nordkorea.   Den ligger i provinsen Södra P'yŏngan, i den centrala delen av landet, 60 km öster om huvudstaden Pyongyang.